# Pacific PR02
Pacific PR02 je Pacificov drugi in zadnji dirkalnik Formule 1 za sezono 1995. Dirkalnik s številko 16 je uporabljal Andrea Montermini, medtem ko so si dirkalnik številka 17 delili Bertrand Gachot, Giovanni Lavaggi in Jean-Denis Délétraz. PR02 je poganjal 3,0L V8 motor Ford EDC. Zasnoval ga je Frank Coppuck, izkazal pa se je za nekoliko boljšega od svojega predhodnika PR01, kljub temu pa je bil to zadnji dirkalnik konstruktorja Pacific.
Dirkalnik je bil zelo nezanesljiv, saj so dirkači zabeležili kar 25 odstopov v 34-ih nastopih. Najboljši rezultat sta dosegla Montermini in Gachot z osmima mestoma na dirkah za Veliko nagrado Nemčije oziroma Veliko nagrado Avstralije, Montermini pa je dosegel še tretjo uvrstitev med prvo deseterico z devetim mestom na dirki za Veliko nagrado Brazilije.

## Popolni rezultati Formule 1
(legenda)
| Leto | Moštvo         | Motor      | Gume | Dirkači             | 1   | 2   | 3   | 4   | 5   | 6   | 7   | 8   | 9   | 10  | 11  | 12  | 13  | 14  | 15  | 16  | 17  | Toč | Prv |
| ---- | -------------- | ---------- | ---- | ------------------- | --- | --- | --- | --- | --- | --- | --- | --- | --- | --- | --- | --- | --- | --- | --- | --- | --- | --- | --- |
| 1995 | Pacific Racing | Ford ED V8 | G    |                     | BRA | ARG | SMR | ŠPA | MON | KAN | FRA | VB  | NEM | MAD | BEL | ITA | POR | EU  | PAC | JAP | AVS | 0   | NC  |
| 1995 | Pacific Racing | Ford ED V8 | G    | Bertrand Gachot     | Ret | Ret | Ret | Ret | Ret | Ret | Ret | 12  |     |     |     |     |     |     | Ret | Ret | 8   | 0   | NC  |
| 1995 | Pacific Racing | Ford ED V8 | G    | Giovanni Lavaggi    |     |     |     |     |     |     |     |     | Ret | Ret | Ret | Ret |     |     |     |     |     | 0   | NC  |
| 1995 | Pacific Racing | Ford ED V8 | G    | Jean-Denis Deletraz |     |     |     |     |     |     |     |     |     |     |     |     | Ret | NC  |     |     |     | 0   | NC  |
| 1995 | Pacific Racing | Ford ED V8 | G    | Andrea Montermini   | 9   | Ret | Ret | DNS | DSQ | Ret | NC  | Ret | 8   | 12  | Ret | Ret | Ret | Ret | Ret | Ret | Ret | 0   | NC  |